# Shaolin (pel·lícula)
Shaolin (新少林寺) és una pel·lícula d'arts marcials wuxia del 2011 dirigida per Benny Chan, que també va produir amb Albert Lee. La pel·lícula és protagonitzada per Andy Lau, Nicholas Tse, Fan Bingbing, Wu Jing, Yu Shaoqun, Xing Yu amb una aparició especial per Jackie Chan. La història de la pel·lícula tracta sobre un senyor de la guerra despietat que busca refugi i redempció al Monestir Shaolin després que el seu segon al comandament el traís. La pel·lícula també es va estrenar en mandarí i cantonès i va ser un èxit comercial. Shaolin és un remake de la pel·lícula de 1982 Shaolin Temple protagonitzat per Jet Li.

## Argument
La pel·lícula està ambientada a Dengfeng, Henan durant l'era dels senyors de la guerra de la primera Xina republicana. Hou Jie, un senyor de la guerra despietat, derrota un rival, Huo Long, i setze controls de Dengfeng. Huo Long fuig al Monestir Shaolin per amagar-se, però Hou Jie apareix i li dispara després d'enganyar-lo perquè deixi el seu mapa del tresor. Hou Jie ridiculitza els monjos Shaolin abans de marxar.
En sentint que el seu germà jurat, Song Hu, s'aprofita d'ell, Hou posa una trampa per Song en un restaurant amb l'excusa d'acceptar el compromís de la seva filla amb el fill de Song. Mentrestant, l'adjunt de Hou, Cao Man, ambiciós i que se sent utilitzat per Hou, decideix trair el seu superior. Durant el sopar, Song manifesta la seva intenció de retirar-se i cedir-ho tot a Hou, però després rep un avís que Hou té previst matar-lo. Amb ràbia i vergonya, Hou fereix mortalment Song. Les dues famílies són llavors atacades pels assassins de Cao. Tot i ser disparat per Hou, Song el salva abans de morir. Mentre fugen, la dona i la filla d'Hou es separen. La dona d'Hou és rescatada per uns monjos Shaolin que estaven robant arròs del graner militar per ajudar els refugiats que viuen al temple. Hou s'escapa amb la seva filla, que està greument ferida després de caure d'un penya-segat. Desesperat, la porta a Shaolin, demanant als monjos que li salven la vida, però els seus esforços són en va i ella mor a causa de les seves ferides. La dona d'Hou el culpa de la mort de la seva filla i el deixa. Hou ataca els monjos amb ira, però ràpidament és sotmès.
Hou vaga en xoc a prop de Shaolin fins que coneix el cuiner Wudao, que li proporciona menjar i refugi després d'haver estat atrapat en un pou durant molts dies. Hou se sent culpable de les seves feines passades i decideix convertir-se en monjo i expiar els seus pecats. Durant la seva estada a Shaolin, va aprendre gradualment els principis de Shaolin mitjançant l'estudi i les arts marcials, les reformes i va trobar la pau. Més tard, Hou s'assabenta dels refugiats que Cao ha estat reclutant homes refugiats per desenterrar relíquies amb el pretext de contractar-los per construir un ferrocarril, i que Cao té la intenció de matar-los per silenciar-los un cop hagi acabat la seva feina. Hou intimida els guàrdies que enterren les víctimes recents, després carrega els cadàvers en un carro i els arrossega fins a la porta del temple, on els vilatans i els refugiats identifiquen els seus éssers estimats desapareguts.
Després que Cao s'assabenti que Hou encara és viu, porta els seus soldats al temple per capturar-lo. Hou s'ofereix per anar amb Cao perquè pugui distreure'l mentre els monjos irrompen a la base de Cao per salvar els treballadors empresonats. Hou es retroba amb la seva dona i aconsegueix escapar amb ella. El sènior d'Hou, Jigneng, és brutalment assassinat per Cao mentre cobria la fugida dels seus joves. En tornar al temple Shaolin, els monjos decideixen que han de fugir per evitar més problemes. Wudao s'allunya dels refugiats mentre Hou i els altres monjos es queden per defensar el temple i guanyar temps. Cao arriba amb les seves tropes i ataca Shaolin. Al mateix temps, els estrangers descobreixen que han estat enganyats; decidits a silenciar en Cao i tota la comunitat Shaolin, bombardegen el temple amb artilleria, matant molts dels monjos i soldats de Cao. Hou derrota a Cao en una baralla, però finalment es sacrifica per salvar Cao de ser aixafat per una biga que cau. Cau a la palma de la mà de l'estàtua de Buda i mor en pau, deixant a Cao destrossat per la culpa. Els monjos supervivents maten els estrangers i aturen el bombardeig. Mentrestant, els refugiats, que fugien a una muntanya, ploren mentre miren el temple en ruïnes. Wudao els diu que l'esperit Shaolin continuarà vivint en ells encara que el temple hagi estat destruït.
Es revela que, abans de l'evacuació del temple, Hou havia conegut la seva dona per última vegada. Penedit del seu passat, va donar l'urna que contenia les cendres cremades de la seva filla a la seva dona, negant-se a deixar Shaolin i quedar-se enrere per defensar-la i cobrir la fugida dels refugiats. Ella li perdona el seu passat i accepta el fet que ja no podia estar amb ell, tot i que prefereix el seu jo actual al seu anterior. En admetre que les accions malvades de Cao provenen de les seves pròpies fes del passat, Hou declara que era la seva responsabilitat única guiar Cao pel camí correcte.

## Repartiment
- Andy Lau com a Hou Jie (侯傑), un senyor de la guerra.
- Nicholas Tse com a Cao Man (曹蠻), el segon al comandament de Hou Jie.
- Jackie Chan com a Wudao (悟道), el monjo cuiner Shaolin.
- Fan Bingbing com a Yan Xi (顏夕), la dona de Hou Jie.
- Wu Jing com a Jigneng (淨能), el major de més edat de Hou Jie.
- Xing Yu com a Jingkong (淨空), el segon sènior de Hou Jie.
- Yu Shaoqun com a Jinghai (淨海), el tercer sènior de Hou Jie i amic de Jingkong.
- Yu Hai com a abat Shaolin
- Michelle Bai com a Tien'er (甜兒), una cantant.
- Shimada Runa com a Hou Shengnan (侯勝男), la filla de Hou Jie.
- Shi Xiaohong com a Song Hu (宋虎), el germà jurat de Hou Jie.
- Liang Jingke com a dona de Song Hu
- Hung Yan-yan com a Suoxiangtu (索降圖), un expert en arts marcials que treballa per a Cao Man.
- Chen Zhihui com a Huo Long (霍龍), un senyor de la guerra rival.

## Cançó temàtica
El tema principal, "Wu" (悟; es tradueix aproximadament com a "despertar" o "il·luminar"), va ser composta pel compositor xinès Q. luv, amb Andy Lau interpretant la cançó i proporcionant la lletra.

## Producció
El rodatge va començar l'octubre de 2009 amb una cerimònia celebrada al Monestir Shaolin. La notícia es va estendre per primera vegada sobre el projecte quan la coprotagonista de la pel·lícula Jackie Chan va anunciar al seu lloc web oficial que estava involucrat amb el projecte, però no va poder parlar-ne a causa de restriccions contractuals.
Chan i la seva tripulació van construir el seu propi "Temple Shaolin" a Zhejiang que va costar 10 milions de iuans (1,47 milions de dòlars EUA) per evitar danyar el temple real. Els membres del repartiment s'afaitaven el cap calb per a la filmació, mentre que Chan, que portava un barret, s'afaitava al voltant del cap on els seus cabells sobresurten.
La mà esquerra d'Andy Lau es va ferir mentre filmava una escena de baralla.

## Estrena
El llançament de Shaolin estava previst originalment per finals de 2010. La pel·lícula es va estrenar a Xina el 19 de gener de 2011 i a Hong Kong el 27 de gener. Shaolin es va estrenar com a número u a la taquilla de Hong Kong, amb una recaptació de 592.046 dòlars durant la seva primera setmana. La pel·lícula també es va estrenar al número u de les taquilles de Tailàndia i Singapur durant la setmana d'estrena. La pel·lícula també va passar a batre el rècord de taquilla a Malàisia.

## Recepció
Shaolin té una puntuació del 74% "fresca" a Rotten Tomatoes basat en 27 ressenyes.

## Premis i nominacions
| Premis i nominacions               | Premis i nominacions                | Premis i nominacions                                       | Premis i nominacions |
| Cerimònia                          | Categoria                           | Recipient                                                  | Resultat             |
| ---------------------------------- | ----------------------------------- | ---------------------------------------------------------- | -------------------- |
| 31ns Premis de Cinema de Hong Kong | Millor actor secundari              | Nicholas Tse                                               | Nominat              |
| 31ns Premis de Cinema de Hong Kong | Millor coreografia d'acció          | Corey Yuen, Yuen Tak, Nicky Li                             | Nominat              |
| 31ns Premis de Cinema de Hong Kong | Millor cançó original de pel·lícula | Cançó: Wu (悟) Compositor: Q. luv Lletra/cantant: Andy Lau | Nominat              |
| 31ns Premis de Cinema de Hong Kong | Millor direcció artística           | Yee Chung-Man, Ben Lau                                     | Nominat              |